# Adolph von Asch
Adolph svobodný pán von Asch zu Asch auf Oberndorff (30. října 1839, Mnichov – 18. února 1906, Mnichov) byl bavorský generálporučík a ministr války od 5. června 1893 do 4. dubna 1905.

## Životopis
Asch nastoupil ke sboru kadetů bavorské armády. V roce 1859 byl povýšen na podporučíka a účastnil se prusko-rakouské války. V roce 1870 se stal druhým adjutantem generála Ludwiga von der Tann-Rathsamhausen a zapojil se do bojů prusko-francouzské války. V roce 1879 byl převelen k bavorskému ministerstvu války. Po působení v roli ministra války od roku 1893 byl v roce 1905 dán do výslužby.

## Vyznamenání
- rytířský kříž řádu sv. Huberta